# Luis Amaranto Perea
Pour les articles homonymes, voir Perea.
Luis Amaranto Perea, né le 30 janvier 1979 à Turbo (Colombie), est un ancien footballeur colombien, évoluant au poste de défenseur central.
Au cours de sa carrière, il évolue à l'Independiente Medellín, à Boca Juniors et à l'Atlético de Madrid ainsi qu'en équipe de Colombie. Il est très apprécié pour sa vitesse de course.
Perea ne marque aucun but lors de ses 74 sélections avec l'équipe de Colombie depuis 2002. Il participe à la Copa América en 2007 et en 2011 et à la Gold Cup en 2003 avec la Colombie.

## Biographie
Dans sa ville natale de Turdo, la vie est dure pour la famille Perea et ses six fils. Lorsque Luis demande la permission de tenter sa chance comme footballeur à Medellin, il reçoit la bénédiction de son père. Joueur à mi-temps au Deportivo Antioquia, il vend des glaces ou travaille dans une usine de chaussures pour subvenir à ses besoins. Au bout de deux ans, il pense laisser tomber mais sa famille le supplie de s'accrocher.
À 21 ans, il signe enfin professionnel à l'Independiente Medellín.
Après une courte saison à Boca Juniors, où il remporte la Coupe intercontinentale 2003, il est transféré à l'Atlético de Madrid.

## Palmarès

### En équipe nationale
- 76 sélections et 0 but avec la Colombie depuis 2002

### Avec l'Independiente Medellín
- Vainqueur du Championnat de Colombie en 2002 (Tournoi de clôture)

### Avec Boca Juniors
- Vainqueur de la Coupe intercontinentale en 2003
  - Vainqueur de la Copa Sudamericana en 2004

### Avec l'Atlético de Madrid
- Vainqueur de la Ligue Europa en 2010 et 2012
- Vainqueur de la Supercoupe de l'UEFA en 2010
- Finaliste de la Coupe d'Espagne en 2010

### Avec Cruz Azul
- Vainqueur de la Coupe du Mexique en 2013 (Tournoi de clôture)
- Vainqueur de la Ligue des champions de la CONCACAF en 2014

## Parcours d'entraineur
- depuis août 2018 :  Leones Itagui